# Fargues-sur-Ourbise
Fargues-sur-Ourbise è un comune francese di 377 abitanti situato nel dipartimento del Lot e Garonna nella regione della Nuova Aquitania.

## Società

### Evoluzione demografica
Abitanti censiti